# Christian Auer Karosseriefabrik
Die Chr. Auer Karosseriefabrik GmbH war ein deutscher Stellmacherbetrieb, der in Stuttgart-Cannstatt ansässig war.
Die Firma wurde 1900 gegründet und stellte Luxuskarosserien in Einzelanfertigung, vor allem um für die Automobilhersteller Maybach und Mercedes-Benz her. Daneben wurden in geringstem Umfang auch Kleinserien gefertigt.
Christian Auer war außerdem königlicher Hoflieferant des Königs von Württemberg (Urkunde vom Hofmarschallamt, Stuttgart-Cannstatt vom 25. Febr. 1907).

## Quelle
- Werner Oswald: Deutsche Autos 1920–1945. 10. Auflage. Motorbuch Verlag, Stuttgart 1996, ISBN 3-87943-519-7.